# Campeonato nacional de Estados Unidos 1960
Lista de los campeones del Campeonato nacional de Estados Unidos de 1960:

## Senior

### Individuales masculinos
Neale Fraser vence a  Rod Laver, 6–4, 6–4, 9–7

### Individuales femeninos
Darlene Hard vence a  Maria Bueno, 6–4, 10–12, 6–4

### Dobles masculinos
Neale Fraser /  Roy Emerson vencen a  Rod Laver /  Rod Laver, 9–7, 6–, 6–4, 13–11

### Dobles femeninos
Maria Bueno /  Darlene Hard vencen a  Ann Haydon Jones /  Deidre Catt, 6–1, 6–1

### Dobles mixto
Margaret Osborne /  Neale Fraser vencen a  Maria Bueno /  Antonio Palafox, 6–3, 6–2
| Predecesor: 1959                         | Campeonato nacional de Estados Unidos 1960 | Sucesor: 1961                         |
| Predecesor: Campeonato de Wimbledon 1960 | Grand Slam 1960                            | Sucesor: Campeonato de Australia 1961 |

- Datos: Q2409966